# پام بیچ شورز (فلوریدا)
پالم بیچ شورز (به انگلیسی: Palm Beach Shores) شهرکی در شهرستان پام بیچ ایالت فلوریدا است که در سال ۱۹۵۱ بنیان‌گذاری شده‌است. این شهرک طبق سرشماری سال ۲۰۱۰ میلادی، ۱٬۱۴۲ نفر جمعیت داشته و مساحت آن نیز ۱٫۰ کیلومتر مربع است.